# Phố Bà Triệu, Hà Nội
Phố Bà Triệu của Hà Nội chạy từ ngã tư Hàng Khay - Tràng Thi, Lê Thái Tổ - Bà Triệu tới đường Đại Cồ Việt.

## Vị trí - Đặc điểm

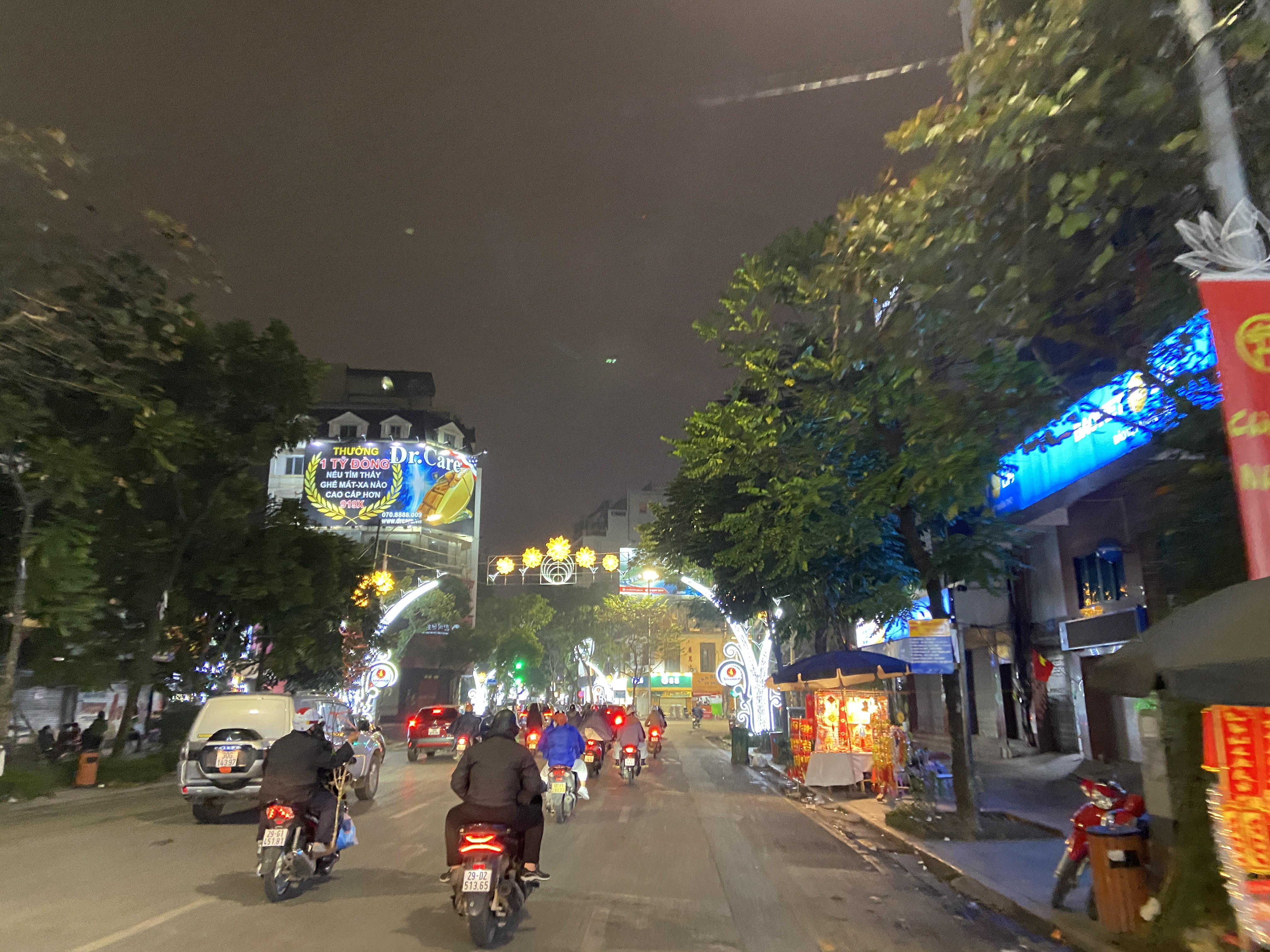

Đường Bà Triệu 1,9 km thuộc các quận Hoàn Kiếm và Hai Bà Trưng, chạy song song với phố Huế theo hướng Bắc Nam. Phố cắt và dẫn qua rất nhiều phố, cụ thể (theo chiều từ Hồ Hoàn Kiếm ra) là Lê Thái Tổ, Hàng Khay, Tràng Thi, Hai Bà Trưng, Lý Thường Kiệt, Trần Hưng Đạo, Hàm Long, Ngô Văn Sở, Trần Quốc Toản, Nguyễn Du, Hồ Xuân Hương, Trần Nhân Tông, Tuệ Tĩnh, Tô Hiến Thành, Đoàn Trần Nghiệp, Thái Phiên, Lê Đại Hành, Đội Cung và Đại Cồ Việt. Phố thuộc địa phường các phường Tràng Tiền, Hàng Bài (quận Hoàn Kiếm), Nguyễn Du và Lê Đại Hành (quận Hai Bà Trưng).
Phố Bà Triệu là đường một chiều đi theo hướng Bắc - Nam, trải nhựa, có mặt cắt tự nhiên từ đầu Hàng Khay - Tràng Thi đến ngã năm Nguyễn Du - Hồ Xuân Hương là khoảng 20 m, từ ngã năm Nguyễn Du - Hồ Xuân Hương đến Đại Cồ Việt là khoảng 11–13 m. Phố Bà Triệu cùng với chiều phố Huế ngược lại là tuyến giao thông huyết mạch của thành phố cho các phương tiện từ phía Nam lên phía Bắc thành phố, qua cầu Chương Dương và ngược lại nên mật độ lưu thông rất lớn.

## Lịch sử
Phố Bà Triệu chạy qua phần đất thuộc các thôn, phường cổ của Thăng Long xưa, gồm phần đất: thôn Tô Mộc tổng Tiền Túc (vị trí khoảng Hàng Khay-Bà Triệu); các thôn Vũ Thạch (Tiểu và Hạ) (khoảng đầu phố, từ Hàng Khay đến Lý Thường Kiệt), thôn Thuần Mỹ (khoảng Thợ Nhuộm-Trần Hưng Đạo), thôn Hồi Thuần (sau nhập với Thuần Mỹ thành thôn Hồi Mỹ, nay là khoảng giữa phố Trần Quốc Toản và Nguyễn Du), thôn Long Hồ (tức Vệ Hồ Giao, nay là khoảng cuối phố Bà Triệu-Đại Cồ Việt), là các thôn thuộc tổng Tả Nghiêm; và thôn Thái Giao (tức Thể Giao, nay là khoảng giữa phố Tuệ Tĩnh và Lê Đại Hành) thuộc tổng Tiền Nghiêm .
Trước đây, phần đầu phố có tên là Hàng Giò. Quãng ngã tư Trần Hưng Đạo tới Nguyễn Du có tên là Hàng Kèn, có một cái dốc gọi là dốc Hàng Kèn, là dấu vết tường lũy phía Đông của phủ chúa Trịnh cũ. Đến thời Pháp thuộc phố này tách làm hai: phần đầu từ Hàng Khay đến Nguyễn Du mang tên Gia Long, phần từ Nguyễn Du tới Đại Cồ Việt mang tên Lê Lợi. Sau 1945, phố Gia Long đổi thành phố Mai Hắc Đế, phố Lê Lợi đổi thành phố Bà Triệu, lấy theo tên gọi tắt của bà Triệu Thị Trinh.

## Các tuyến xe buýt đi qua
Tuyến 31 (hết phố)
Tuyến 08A (đoạn từ cuối Lý Thường Kiệt đến chỗ cắt Thái Phiên - Lê Đại Hành)
Tuyến 09B (đoạn từ cuối Lê Thái Tổ đến chỗ cắt Nguyễn Du - Hồ Xuân Hương)
Tuyến 35A (đoạn từ cắt Trần Hưng Đạo)
Tuyến 38 (đoạn từ cắt Trần Hưng Đạo đến chỗ cắt Thái Phiên - Lê Đại Hành)
Tuyến 52A và 52B(đoạn từ cắt Trần Nhân Tông đến chỗ cắt Thái Phiên - Lê Đại Hành)